# Botanischer Garten der Universität Cambridge

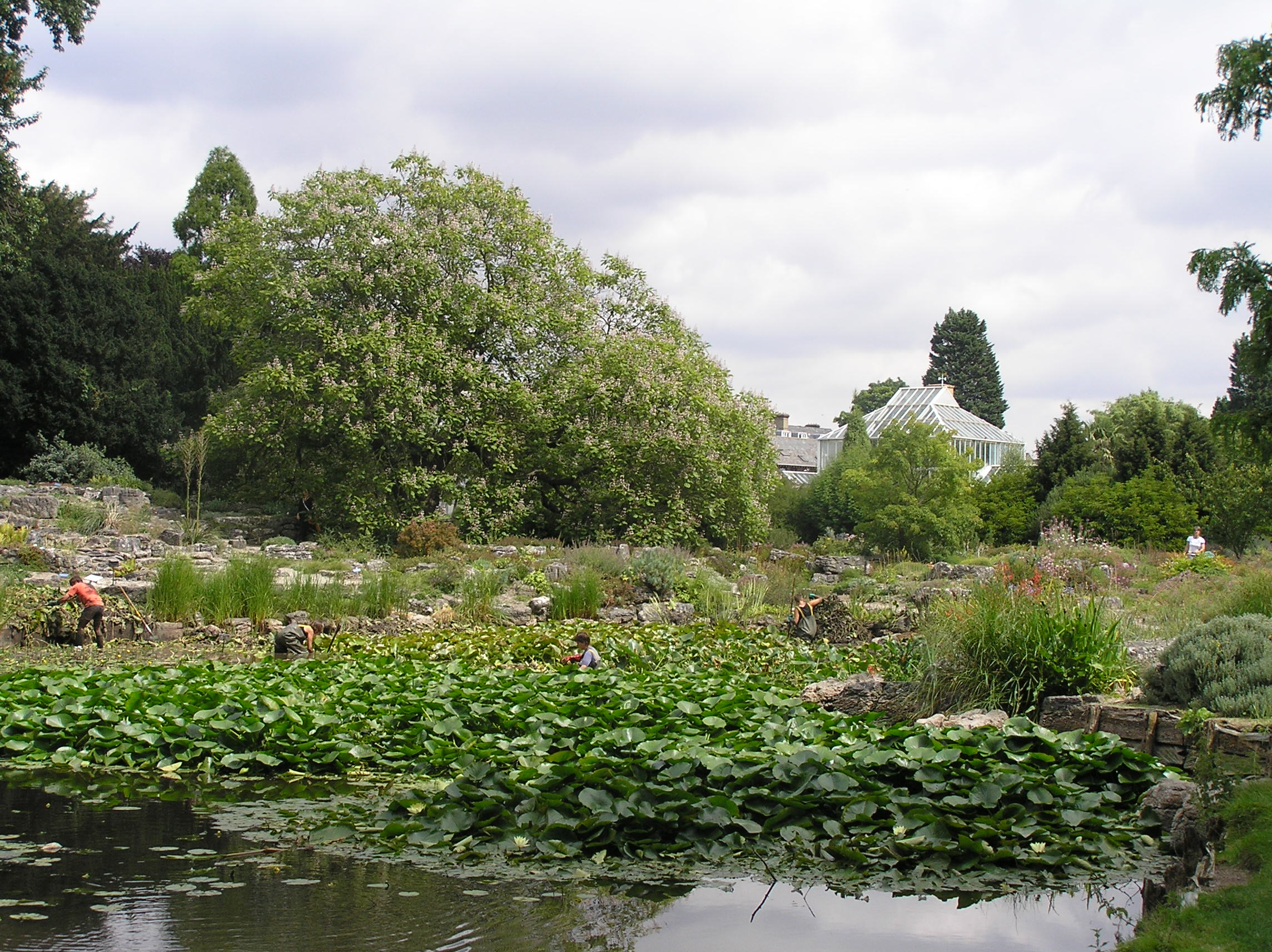
Teich und Glashäuser

Der botanische Garten der Universität Cambridge ist einer der bedeutendsten botanischen Gärten in Großbritannien. Er liegt zwischen Hills Road und Trumpington Road, bedeckt eine Fläche von ca. 16 ha und enthält ca. 8.000 Arten. 2019 wurde der Botanischer Garten der Universität Cambridge von rund 334.000 Personen besucht. 2024 betrug die Besucherzahl etwa 367.000 Personen.

## Geschichte
Bereits 1588 hatte der Botaniker John Gerard vorgeschlagen, an der Universität Cambridge einen Botanischen Garten anzulegen. 1762 wurde im Stadtzentrum ein Kräutergarten an der jetzigen „New Museums Site“ angelegt. Seine Gestaltung war an den Chelsea Physic Garden in London angelehnt, die hier wachsenden Heilkräuter dienten der Unterweisung der Studenten der Medizin an der Universität Cambridge.
Als John Stevens Henslow, Professor für Botanik von 1825 bis 1861, den lange verwaisten Lehrstuhl für Botanik übernahm, setzte er sich sofort für die Gründung eines modernen botanischen Gartens ein. 1831 erwarb die Universität die heutige Fläche vom Trinity College, wegen Rechtsstreitigkeiten konnte die Bepflanzung aber erst 1846 beginnen, und aus Kostengründen wurde die Fläche reduziert. Henslow ließ zahlreiche Bäume in Familiengruppen anpflanzen. Der Riesenmammutbaum und die Metasequoia waren die ersten in Großbritannien gepflanzten Exemplare.
Erst 1951 wurde der Ostteil eingerichtet, nachdem Reginald Cory (1871–1934) hierfür bereits 1934 eine Schenkung gemacht hatte.
1925 erwarb der Garten mit Hilfe von Cory einen Teil der Tulpensammlung aus dem Nachlass von William Dykes (1877–1925), dem verstorbenen Sekretär der Royal Horticultural Society. 2008 wurde ein neuer Eingang in Brookside eröffnet, hier befinden sich auch die Verwaltungsgebäude und ein Verkaufsraum. 2011 wurde das Sainsbury Labor eröffnet, dessen Untergeschoss als Besucher-Café dient.
Im Verlaufe einer europaweiten Hitzewelle wurde am 25. Juli 2019 im Botanischen Garten mit 38,7 °C ein neuer landesweiter Temperaturrekord aufgestellt.

## Leiter
- Humphrey Gilbert-Carter, 1921–1940

## Obergärtner
- Andrew Murray, 1846
- F. G. Preston
- John Gilmour

## Bestandteile

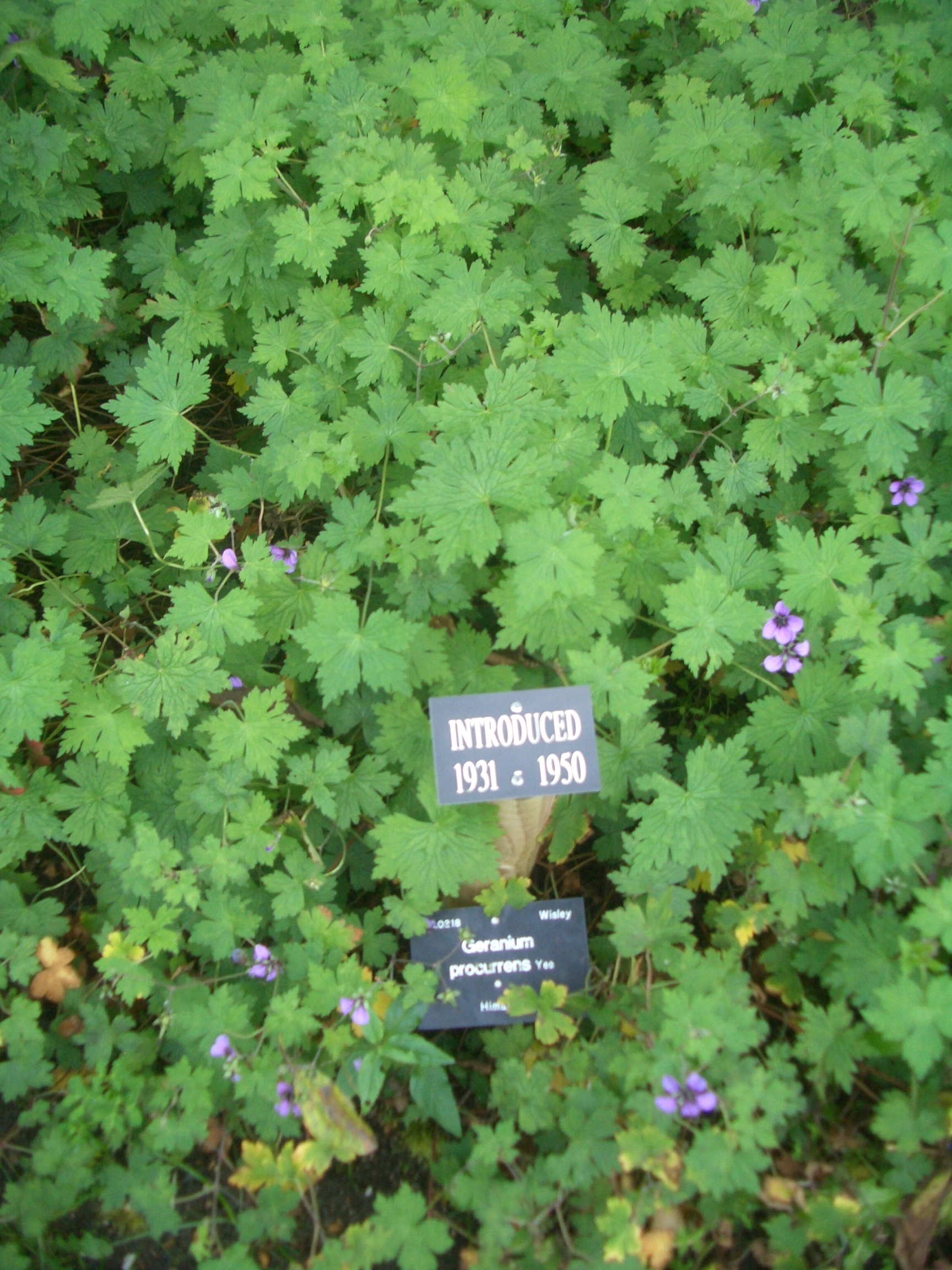
Geranium im chronologischen Beet

Der Garten umfasst einen Steingarten, einen Sumpfgarten, einen Rosengarten, Waldgarten und einen Garten der Gerüche u. a. Andere Weltgegenden werden durch einen Mittelmeergarten und den Terrace Garden, der neuseeländische Pflanzen zeigt, präsentiert. Andere Teile des Gartens widmen sich Ackerunkräutern und der Genetik. Ein Rasenlabyrinth hat die Form einer doppelten Spirale und ist mit dem neuseeländischen Gras Anemanthele lessoniana bepflanzt.
1950 wurde ein Wintergarten angelegt. Ein neuer Wintergarten wurde von Peter Oriss und Norman Villis Ende der 70er Jahre gestaltet. Er ist von immergrünen Hecken umgeben. Momentan ist Tim Upson für diesen Garten zuständig. Es gibt auch einen Herbstgarten und einen Trockenheitsgarten, der zeigt, welche Pflanzen ohne künstliche Bewässerung auch im relativ regenarmen Südosten Englands gedeihen. Das chronologische Beet zeigt verschiedene Pflanzen in der Reihenfolge ihrer Einführung nach Großbritannien, endet aber bereits mit der Römerzeit. Der Fenlandgarten präsentiert die natürliche Vegetation der Fens von Cambridgeshire und Lincolnshire nördlich von Cambridge.

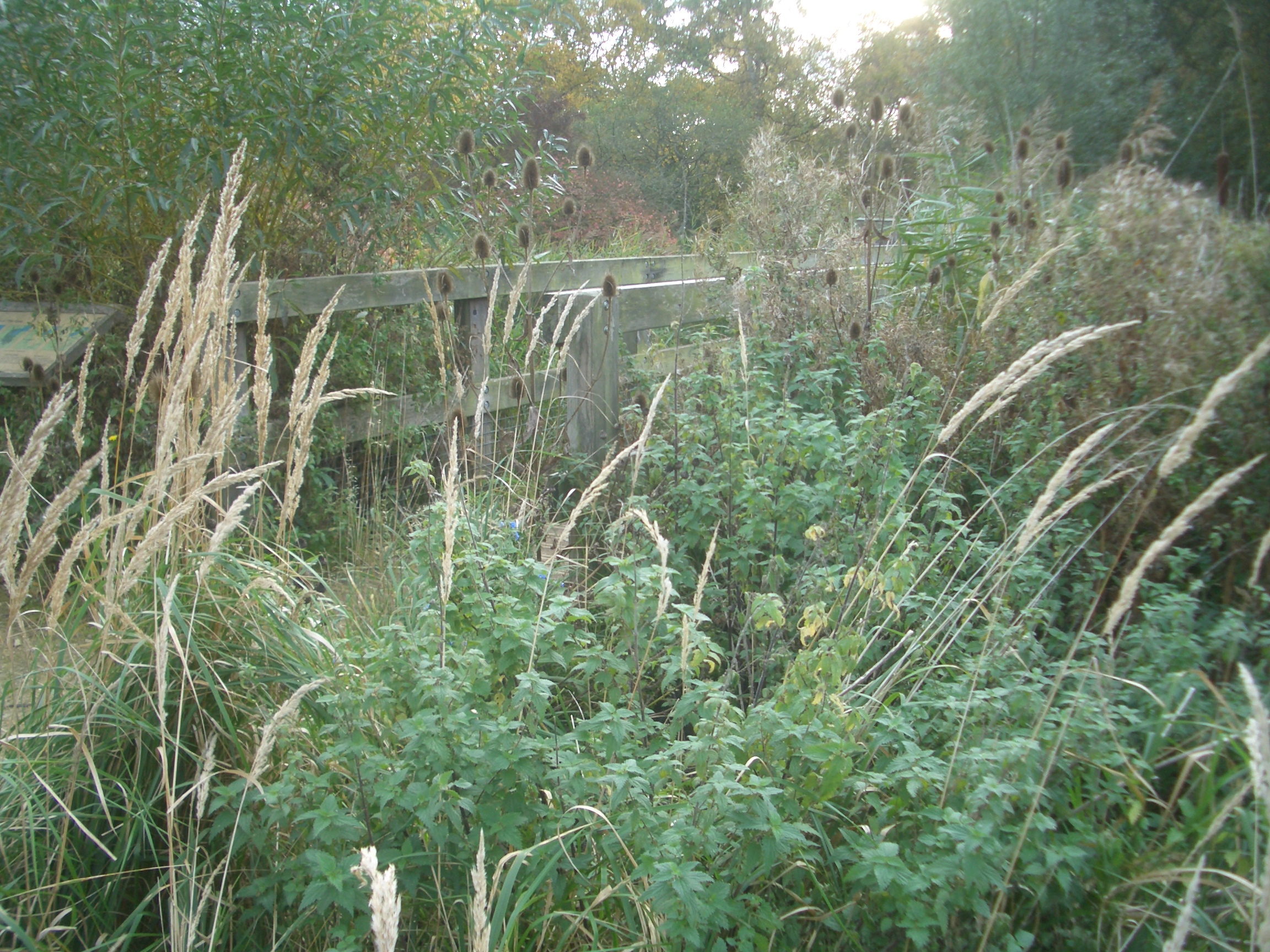
Fenlandgarten